# Chocorí
Chocorí fue un cacique de la patagonia argentina que capitaneó a los "manzaneros", ubicados en gran parte del territorio de la actual provincia de Río Negro entre los ríos Colorado, Negro y Limay y las proximidades de Bahía Blanca y la sierra de la Ventana en la provincia de Buenos Aires durante las primeras décadas del siglo XIX, fijando su campamento en la isla Grande de Choele Choel y contando con 2.000 lanzas.

## Origen
Su origen se desconoce, disputándose las fuentes entre un origen araucano o pampa-puelche. Según Rosas nació en los montes donde nace el río Colorado. Tampoco se sabe su año de nacimiento, que se supone entre la última década del siglo XVIII y la primera del siglo XIX. Su hermano era el cacique Cheuqueta, que llegó a controlar las rutas ganaderas en un extenso territorio al sur de Buenos Aires. Fue tío del también cacique José María Llanquetruz.
Su primera mención es en 1828, cuando él y Antical atacaron al anciano cacique pehuenche de Malalhue y le dieron muerte. Según el comandante Martiniano Rodríguez, de Bahía Blanca, en abril de 1830 lanzó un malón que produjo un ataque de represalia dirigido por el coronel Narciso del Valle. En septiembre de 1830 aparece por primera vez en un documento, en un listado de caciques que recibieron prebendas en el Fuerte Independencia de Tandil. No está claro si era cristiano o no, pero aconsejó a su hijo y sucesor una política de mantenerse en paz con los criollos y no participar en malones.

## Logros militares
Aliado de los boroanos, acosó constantemente a las poblaciones fronterizas y por la ubicación central de su territorio pasaban por él las rastrilladas de ganado robado que se dirigían a Chile (Camino de los chilenos), por lo que Juan Manuel de Rosas lo consideraba un bandolero y dirigió su campaña al desierto principalmente contra él, a quien hizo desalojar de la isla Choele Choel por el general Ángel Pacheco con 600 soldados, que luego la Legislatura de Buenos Aires le regalara a Rosas en premio por la campaña y que no aceptó. Escapó desnudo con cuatro o cinco lanceros, dejando en su toldo su ropa, su cota de malla y el sable que llevaba al cinto. Huyó hacia el oeste en compañía de los caciques Velocurá y Lupil. Murió en 1834, en un enfrentamiento con las tropas del coronel Francisco Sosa, destacadas para perseguirlo, perteneciente a la columna del este de la primera campaña al Desierto comandada por el general Ángel Pacheco.
Le sucedió como jefe del País de las Manzanas su hijo Valentín Sayhueque, concebido por la puelche Yelkulachüm en 1818, en la actual provincia del Neuquén.